# توني كامبل
توني كامبل (بالإنجليزية: Tony Campbell)‏ مواليد 7 مايو 1962 في نيوجيرسي، هو لاعب كرة سلة محترف أمريكي معتزل أصبح مدرباً بدأ مسيرته الاحترافية في سنة 1984 حيث تم اختياره من قبل فريق ديترويت بيستونز خلال الدرافت، وحمل الرقم 00 و19 و9. يبلغ طوله 6 قدم 7 بوصة (2.0 م). اعتزل اللعب في 1997.

## فرق لعب لها
- ديترويت بيستونز
- لوس أنجلوس ليكرز
- مينيسيوتا تيمبر وولفز
- نيويورك نيكس
- دالاس مافيريكس
- كليفلاند كافالييرز

## روابط خارجية
- توني كامبل على موقع إن بي أي (الإنجليزية)
- توني كامبل على موقع سبورتس رفرنس (الإنجليزية)
- توني كامبل على موقع كلية كرة السلة في سبورتس رفرنس.كوم (الإنجليزية)
- توني كامبل على موقع ريلجم (الإنجليزية)
- توني كامبل على موقع بروبوليرز (الإنجليزية)